# Halicarnasso

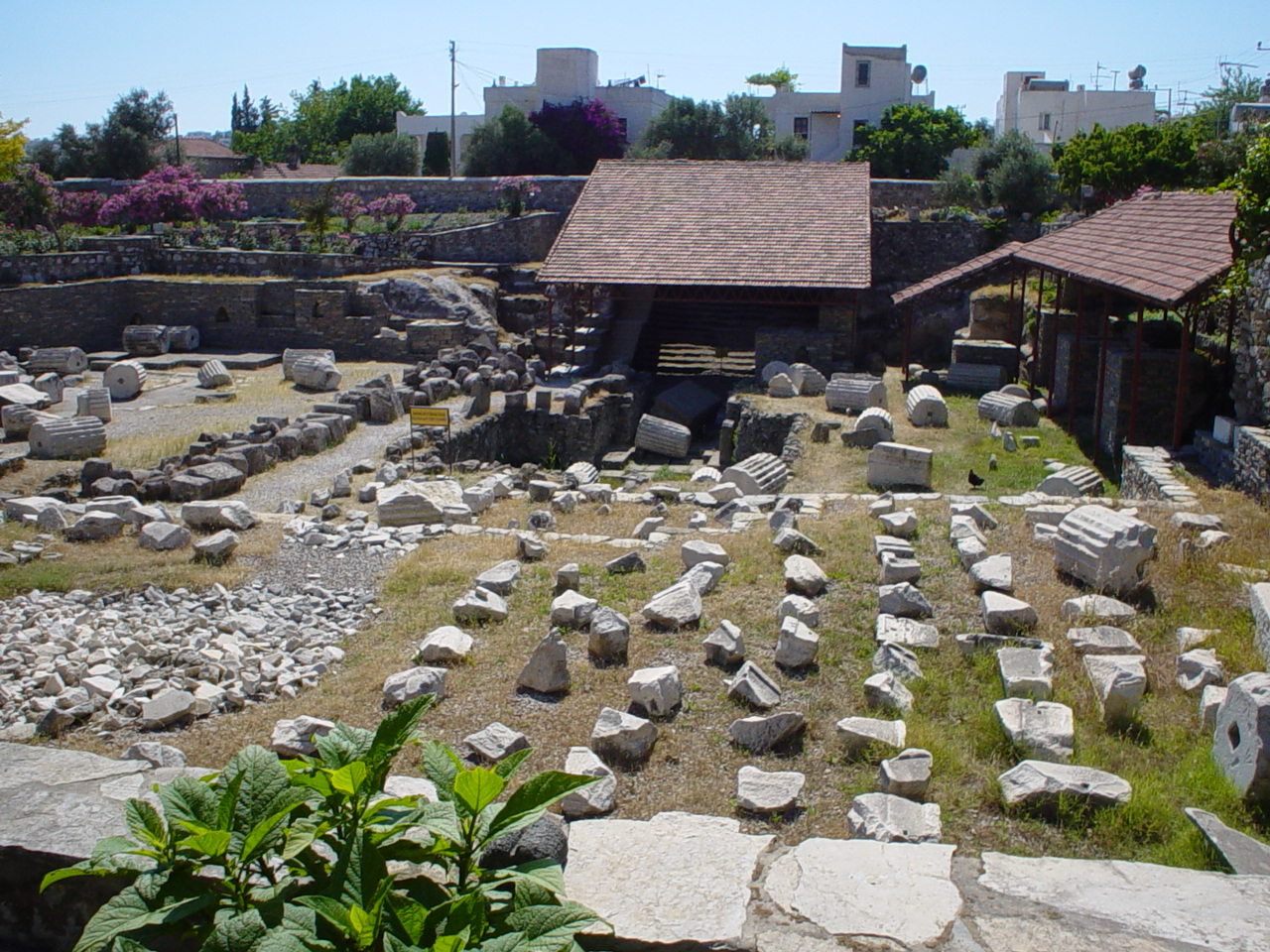
Ruínas do Mausoléu de Halicarnasso.

Halicarnasso (do grego antigo: Ἀλικαρνᾱσσός, Halikarnassos, latim Halicarnassus) (atual Bodrum) foi uma antiga cidade, fundada por gregos antigos, situada na costa sudoeste da Anatólia, no golfo de Cós.
Naquela cidade foi construído, a mando da sátrapa da Cária, Artemísia II, um monumento que entrou para a lista das sete maravilhas do mundo antigo, o Mausoléu de Halicarnasso, também conhecido simplesmente como Tumba de Mausolo, cujo nome deu origem à palavra "mausoléu". O mausoléu foi construído entre 353 a.C. e 350 a.C..
A história de Halicarnasso foi especial em duas questões interligadas. Halicarnasso manteve um sistema monárquico de governo em uma época em que a maioria das outras cidades-estados gregas há muito se livraram de seus reis. E em segundo lugar, enquanto seus vizinhos jônicos se rebelavam contra o domínio persa, Halicarnasso permaneceu leal aos persas e foi parte do Império Persa até Alexandre o Grande ter conquistado a região no Cerco de Halicarnasso em 333 a.C..